# Водонапорная башня № 3 (Новосибирск)
Водонапорная башня № 3 — инженерное сооружение в Железнодорожном районе Новосибирска. Построена в 1912 году. Памятник архитектуры регионального значения.
Рядом с башней расположен другой памятник архитектуры — Водонапорная башня № 1.

## Описание
Водонапорная башня № 3 находится возле путей Западно-Сибирской железной дороги северо-западнее вокзала Новосибирск-Главный.
Круглая трехъярусная башня сделана из красного кирпича и базируется на рустованном цоколе из гранитных камней.
Ярусы разделяют кирпичные тяги.
Первый уровень облицован горизонтальным кирпичным рустом, от второго уровня его отделяет карнизный пояс, второй и третий уровни разделены между собой более сложным по профилю карнизным профилем.
Венчающий карниз башни сделан широким и многоступенчатым.
Купол башни восьмигранный с металлической кровлей.
В каждом из ярусов на равноудалённом друг от друга расстоянии находятся по четыре окна.
Входной проём и окна имеют арочные завершения, их обрамляют широкие завершённые крупным замковым камнем архивольты из клинчатого кирпича.
Башня стоит на бутовом ленточном фундаменте.
Диаметр — 7,3 м.
Водонапорная башня № 3 — образец архитектуры специального инженерного сооружения, построенного в начале XX века в комплексе станции Транссибирской железнодорожной магистрали.